# Culex lineatus
Culex lineatus är en tvåvingeart som först beskrevs av Theobald 1912.  Culex lineatus ingår i släktet Culex och familjen stickmyggor. Inga underarter finns listade i Catalogue of Life.